# Massimo Scali
Massimo Scali (ur. 11 grudnia 1979 w Monterotondo) – włoski łyżwiarz figurowy startujący w parach tanecznych z Federicą Faiellą. Uczestnik igrzysk olimpijskich (2002, 2006, 2010), brązowy medalista mistrzostw świata, dwukrotny wicemistrz Europy oraz siedmiokrotny mistrz Włoch (2003–2005, 2007–2010). Zakończył karierę 15 marca 2011 r. Jest trenerem łyżwiarskim i choreografem w Detroit Skating Club w Bloomfield Hills, Michigan.

## Osiągnięcia

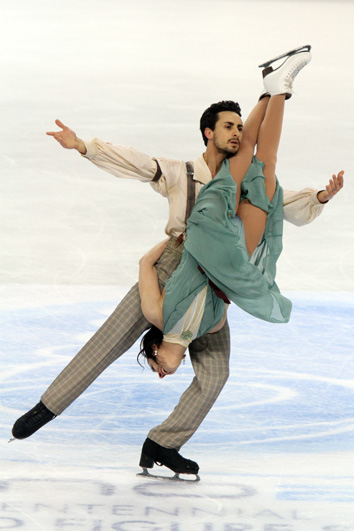
Faiella i Scali na mistrzostwach świata 2010

### Z Federicą Faiellą
| Zawody                        | 01–02          | 02–03          | 03–04          | 04–05          | 05–06          | 06–07          | 07–08          | 08–09          | 09–10          | 10–11          |                |                |                |                |                |                |                |
| Międzynarodowe                | Międzynarodowe | Międzynarodowe | Międzynarodowe | Międzynarodowe | Międzynarodowe | Międzynarodowe | Międzynarodowe | Międzynarodowe | Międzynarodowe | Międzynarodowe | Międzynarodowe | Międzynarodowe | Międzynarodowe | Międzynarodowe | Międzynarodowe | Międzynarodowe | Międzynarodowe |
| ----------------------------- | -------------- | -------------- | -------------- | -------------- | -------------- | -------------- | -------------- | -------------- | -------------- | -------------- | -------------- | -------------- | -------------- | -------------- | -------------- | -------------- | -------------- |
| Igrzyska olimpijskie          | 18             |                |                |                | 13             |                |                |                | 5              |                |                |                |                |                |                |                |                |
| Mistrzostwa świata            | 16             | 11             | 9              | 9              | 8              | 9              | 5              | 8              | 3              |                |                |                |                |                |                |                |                |
| Mistrzostwa Europy            | 12             | 8              | 6              | 5              | 7              | 6              | 4              | 2              | 2              | 5              |                |                |                |                |                |                |                |
| GP Finał Grand Prix           |                |                |                |                |                |                |                | 4              |                |                |                |                |                |                |                |                |                |
| GP Cup of China               |                |                |                |                | 6              |                | 3              |                | 3              | 3              |                |                |                |                |                |                |                |
| GP NHK Trophy                 |                |                |                |                |                |                |                | 1              |                |                |                |                |                |                |                |                |                |
| GP Cup of Russia              |                | 5              | 5              | 3              |                |                |                |                |                | WD             |                |                |                |                |                |                |                |
| GP Skate America              |                |                | 4              |                |                |                | 3              |                |                |                |                |                |                |                |                |                |                |
| GP Skate Canada International | 7              | 5              |                |                |                | 3              |                |                |                |                |                |                |                |                |                |                |                |
| GP Trophée Éric Bompard       |                |                |                | 5              | 3              | 3              |                | 2              |                |                |                |                |                |                |                |                |                |
| Bofrost Cup on Ice            |                |                | 3              |                |                |                |                |                |                |                |                |                |                |                |                |                |                |
| Memoriał Karla Schäfera       | 2              |                |                |                |                |                |                |                |                |                |                |                |                |                |                |                |                |
| Nebelhorn Trophy              | 2              | 1              |                |                |                |                |                |                |                |                |                |                |                |                |                |                |                |
| Krajowe                       |                |                |                |                |                |                |                |                |                |                |                |                |                |                |                |                |                |
| Mistrzostwa Włoch             | 2              | 1              | 1              | 1              | 2              | 1              | 1              | 1              | 1              | WD             |                |                |                |                |                |                |                |

### Z Flavią Ottaviani
| Zawody                                | 96–97                                 | 97–98                                 | 98–99                                 | 99–00                                 |                                       |                                       |                                       |                                       |                                       |                                       |                                       |                                       |                                       |                                       |                                       |                                       |                                       |                                       |
| Międzynarodowe: Kategorie młodzieżowe | Międzynarodowe: Kategorie młodzieżowe | Międzynarodowe: Kategorie młodzieżowe | Międzynarodowe: Kategorie młodzieżowe | Międzynarodowe: Kategorie młodzieżowe | Międzynarodowe: Kategorie młodzieżowe | Międzynarodowe: Kategorie młodzieżowe | Międzynarodowe: Kategorie młodzieżowe | Międzynarodowe: Kategorie młodzieżowe | Międzynarodowe: Kategorie młodzieżowe | Międzynarodowe: Kategorie młodzieżowe | Międzynarodowe: Kategorie młodzieżowe | Międzynarodowe: Kategorie młodzieżowe | Międzynarodowe: Kategorie młodzieżowe | Międzynarodowe: Kategorie młodzieżowe | Międzynarodowe: Kategorie młodzieżowe | Międzynarodowe: Kategorie młodzieżowe | Międzynarodowe: Kategorie młodzieżowe | Międzynarodowe: Kategorie młodzieżowe |
| ------------------------------------- | ------------------------------------- | ------------------------------------- | ------------------------------------- | ------------------------------------- | ------------------------------------- | ------------------------------------- | ------------------------------------- | ------------------------------------- | ------------------------------------- | ------------------------------------- | ------------------------------------- | ------------------------------------- | ------------------------------------- | ------------------------------------- | ------------------------------------- | ------------------------------------- | ------------------------------------- | ------------------------------------- |
| Mistrzostwa świata juniorów           | 22                                    |                                       | 7                                     | 4                                     |                                       |                                       |                                       |                                       |                                       |                                       |                                       |                                       |                                       |                                       |                                       |                                       |                                       |                                       |
| JGP Finał                             |                                       | 3                                     | 6                                     | 5                                     |                                       |                                       |                                       |                                       |                                       |                                       |                                       |                                       |                                       |                                       |                                       |                                       |                                       |                                       |
| JGP w Bułgarii                        |                                       |                                       | 1                                     |                                       |                                       |                                       |                                       |                                       |                                       |                                       |                                       |                                       |                                       |                                       |                                       |                                       |                                       |                                       |
| JGP w Chinach                         |                                       |                                       | 1                                     |                                       |                                       |                                       |                                       |                                       |                                       |                                       |                                       |                                       |                                       |                                       |                                       |                                       |                                       |                                       |
| JGP we Francji                        |                                       | 1                                     |                                       |                                       |                                       |                                       |                                       |                                       |                                       |                                       |                                       |                                       |                                       |                                       |                                       |                                       |                                       |                                       |
| JGP w Japonii                         |                                       |                                       |                                       | 1                                     |                                       |                                       |                                       |                                       |                                       |                                       |                                       |                                       |                                       |                                       |                                       |                                       |                                       |                                       |
| JGP na Słowacji                       |                                       | 1                                     |                                       |                                       |                                       |                                       |                                       |                                       |                                       |                                       |                                       |                                       |                                       |                                       |                                       |                                       |                                       |                                       |
| JGP w Słowenii                        |                                       |                                       |                                       | 3                                     |                                       |                                       |                                       |                                       |                                       |                                       |                                       |                                       |                                       |                                       |                                       |                                       |                                       |                                       |
| Autumn Trophy                         | 10 J                                  |                                       |                                       |                                       |                                       |                                       |                                       |                                       |                                       |                                       |                                       |                                       |                                       |                                       |                                       |                                       |                                       |                                       |
| Krajowe                               |                                       |                                       |                                       |                                       |                                       |                                       |                                       |                                       |                                       |                                       |                                       |                                       |                                       |                                       |                                       |                                       |                                       |                                       |
| Mistrzostwa Włoch                     |                                       | 2 J                                   | 2 J                                   | 1 J                                   |                                       |                                       |                                       |                                       |                                       |                                       |                                       |                                       |                                       |                                       |                                       |                                       |                                       |                                       |

## Rekordy życiowe
Federica Faiella / Massimo Scali
| Historyczne rekordy życiowe przed sezonem 2018/2019 | Historyczne rekordy życiowe przed sezonem 2018/2019 | Historyczne rekordy życiowe przed sezonem 2018/2019 | Historyczne rekordy życiowe przed sezonem 2018/2019 | Historyczne rekordy życiowe przed sezonem 2018/2019 |
| Segment                                             | Data                                                | Punkty                                              | Zawody                                              | Uwagi                                               |
| --------------------------------------------------- | --------------------------------------------------- | --------------------------------------------------- | --------------------------------------------------- | --------------------------------------------------- |
| SD                                                  | 19 listopada 2010                                   | 57,65                                               | Cup of Russia 2010                                  |                                                     |
| SD TES                                              | 19 listopada 2010                                   | 26,93                                               | Cup of Russia 2010                                  |                                                     |
| SD PCS                                              | 5 listopada 2010                                    | 30,93                                               | Cup of China 2010                                   |                                                     |
| FD TES                                              | 28 stycznia 2011                                    | 42,15                                               | Mistrzostwa Europy 2011                             |                                                     |
| Historyczne rekordy życiowe przed sezonem 2010/2011 |                                                     |                                                     |                                                     |                                                     |
| Segment                                             | Data                                                | Punkty                                              | Zawody                                              | Uwagi                                               |
| TSS                                                 | 21 marca 2008                                       | 201,91                                              | Mistrzostwa Świata 2008                             |                                                     |
| CD                                                  | 23 marca 2010                                       | 40,85                                               | Mistrzostwa Świata 2010                             |                                                     |
| CD TES                                              | 23 października 2003                                | 21,52                                               | Skate America 2003                                  |                                                     |
| CD PCS                                              | 23 marca 2010                                       | 20,35                                               | Mistrzostwa Świata 2010                             |                                                     |
| OD                                                  | 20 marca 2008                                       | 63,55                                               | Mistrzostwa Świata 2008                             |                                                     |
| OD TES                                              | 20 marca 2008                                       | 34,16                                               | Mistrzostwa Świata 2008                             |                                                     |
| OD PCS                                              | 24 października 2003                                | 35,66                                               | Skate America 2003                                  |                                                     |
| FD                                                  | 21 marca 2008                                       | 101,21                                              | Mistrzostwa Świata 2008                             |                                                     |
| FD PCS                                              | 25 października 2003                                | 59,64                                               | Skate America 2003                                  |                                                     |